# Irena Sawicka (bałkanistka)
Irena Natalia Sawicka (ur. 20 września 1944 w Warszawie) – polska bałkanistka, profesor nauk filologicznych.

## Życiorys
W 1968 ukończyła studia z zakresu filologii słowiańskiej na Uniwersytecie Warszawskim. Po studiach podjęła pracę w Instytucie Slawistyki PAN. W 1972 uzyskała stopień doktora, na podstawie rozprawy Struktura grup spółgłoskowych języków słowiańskich (promotor Janusz Siatkowski). Stopień doktora habilitowanegi uzyskała na UW w 1978, na podstawie rozprawy Problematyka predykacji imiennej na przykładzie języka serbo-chorwackiego. W 1991 otrzymała tytuł profesora nauk humanistycznych.  
W Instytucie Slawistyki pracowała do 1992, po czym została zatrudniona w Zakładzie Komparatystyki Słowiańskiej Uniwersytetu Mikołaja Kopernika w Toruniu. Przez wiele lat pełniła tam funkcję dyrektorki Instytutu Filologii Słowiańskiej. Była promotorką trzech rozpraw doktorskich. W 2014 przeszła na emeryturę.
Specjalizuje się w fonetyce i fonologii języków słowiańskich. W swoim dorobku naukowym ma także pionierskie na gruncie polskim prace poświęcone gramatyce i fleksji języka albańskiego. W grudniu 2020 wybrana na członkinię Akademii Nauk i Sztuk Kosowa.

## Wybrane publikacje
- 1974: Struktura grup spółgłoskowych w językach słowiańskich
- 1979: Problematyka predykacji imiennej na przykładzie języka serbsko-chorwackiego
- 1986: Struktura sloga u balkanskim jezicima (ISBN 83-04-02322-9)
- 1988: Fonologia konfrontatywna polsko-serbsko-chorwacka
- 1993: Zarys gramatyki języka albańskiego (wspólnie z Jolantą Mindak)
- 1997: The Balkansprachbund in the Light of Phonetic Features (ISBN 83-85118-57-8)
- 2000: Ćwiczenia z gramatyki języka serbskiego
- 2001: An outline of the phonetic typology of the Slavic languages (ISBN 83-231-1334-3)
- 2005: Paradygmaty fleksji albańskiej (ISBN 83-231-1875-2)
- 2007: Albanistyka polska (redaktorka i współautorka, ISBN 978-83-231-2071-1)